# Port lotniczy Bemidji
Port lotniczy Bemidji (IATA: BJI, ICAO: KBJI) – port lotniczy położony w mieście Bemidji, w stanie Minnesota, w Stanach Zjednoczonych.